# Cavriana
Cavriana és un municipi situat al territori de la província de Màntua, a la regió de la Llombardia, (Itàlia).
Cavriana limita amb els municipis de Goito, Guidizzolo, Lonato del Garda, Medole, Monzambano, Pozzolengo, Solferino i Volta Mantovana.
Pertanyen al municipi les frazioni de Bande, Campagnolo, Castelgrimaldo, San Giacomo i San Cassiano.

## Galeria

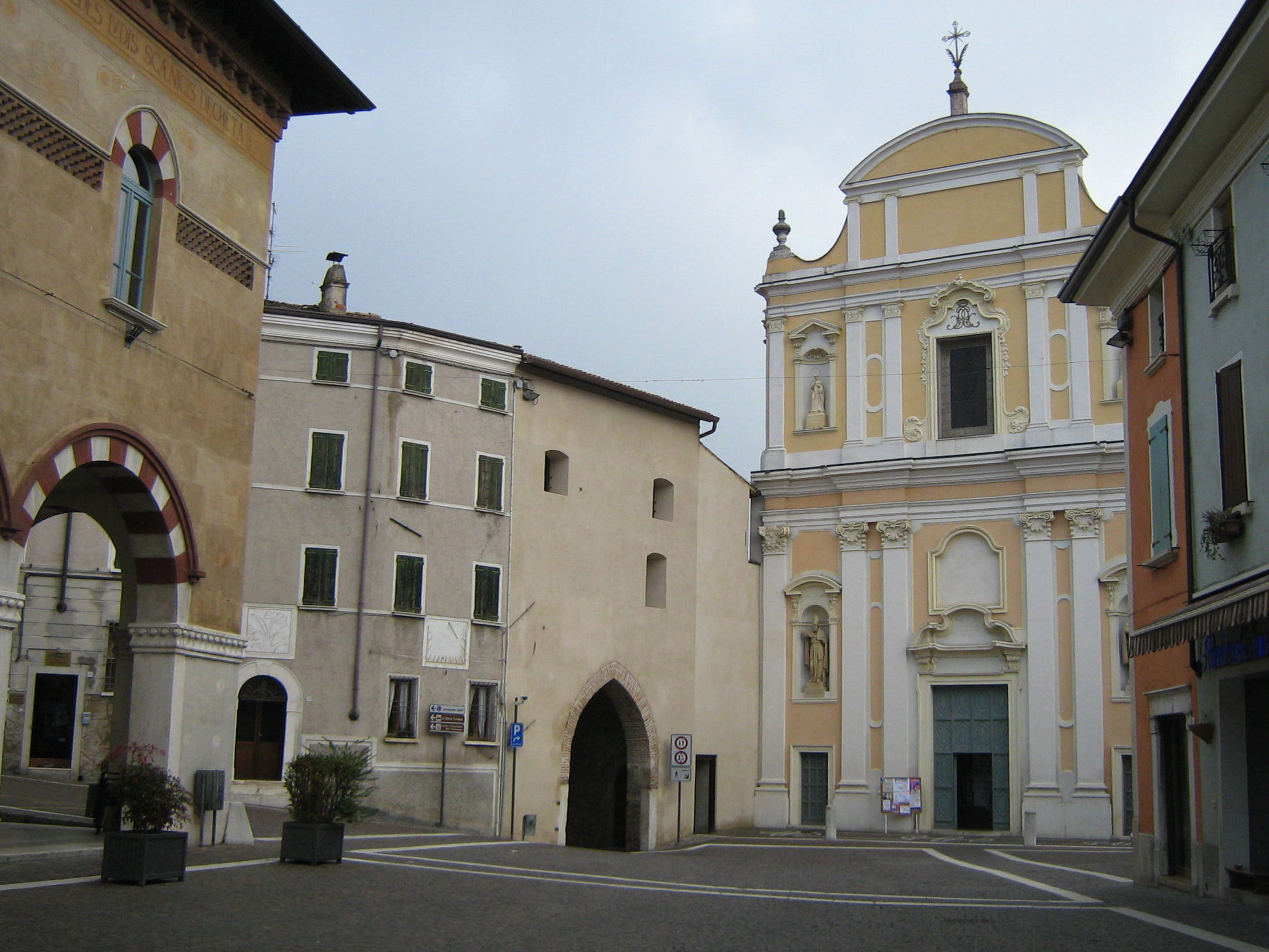
Plaça del Castello
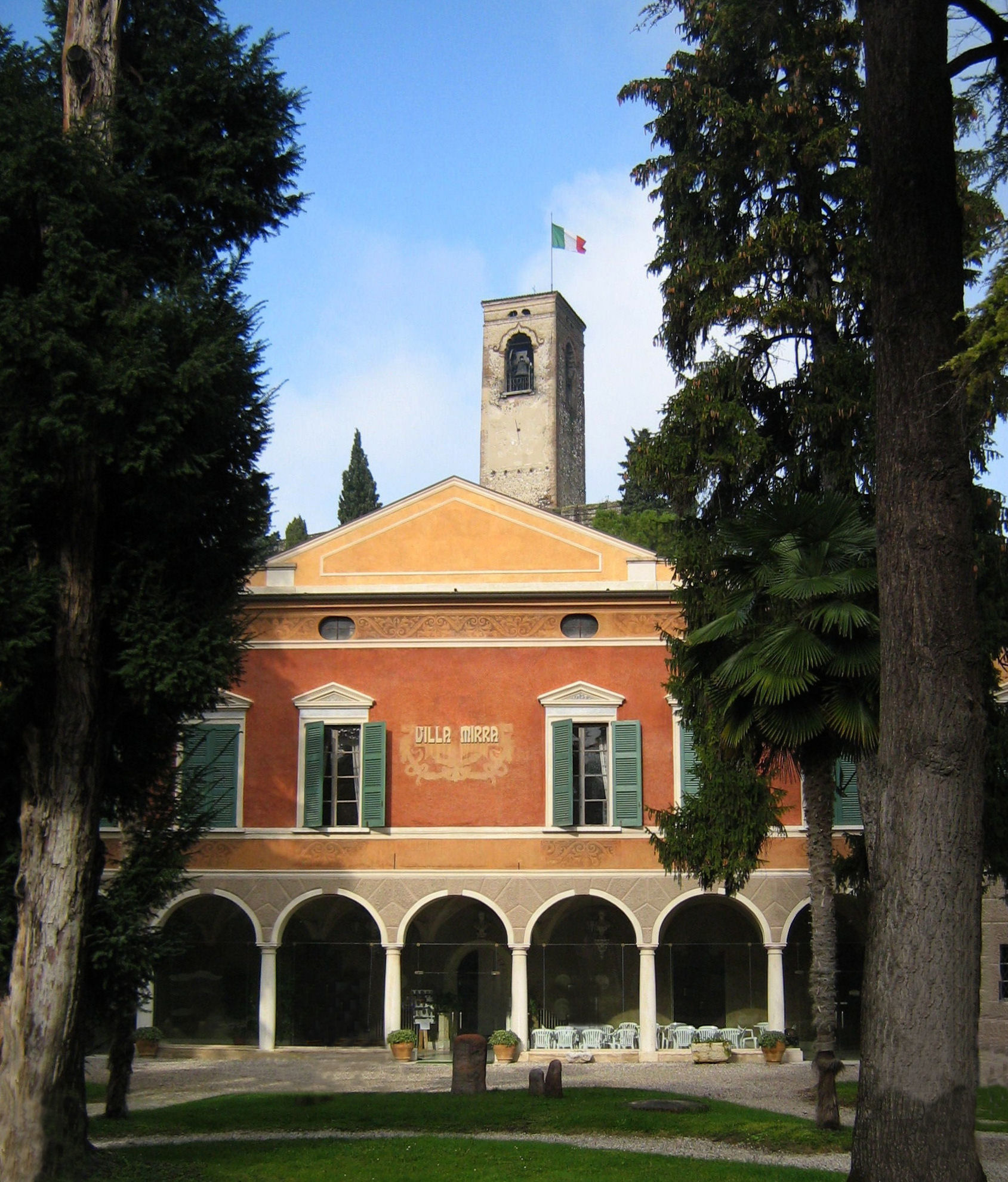
Villa Mirra